# 4602 Heudier
4602 Heudier eller 1986 UD3 är en asteroid i huvudbältet som upptäcktes den 28 oktober 1986 av CERGA-observatoriet i Nice. Den är uppkallad efter astronomen Jean-Louis Heudier.
Asteroiden har en diameter på ungefär 8 kilometer och den tillhör asteroidgruppen Eunomia.